# 朱基徹
朱 基徹（チュ・ギチョル、1897年11月25日 - 1944年4月21日）は、朝鮮長老派教会の牧師。
本貫は新安朱氏。制憲国会議員の朱基瑢は従兄。

## 人物
慶尚南道昌原郡熊川面（現・昌原市鎮海区北部洞）出身。
牧会では、みことばの説教、礼典、戒規を厳正に行ったと言われている。説教では聖霊を受けることを強調した。朱基徹はイエス・キリストが私のために十字架にかかって死んだので、自分も死を恐れず、「一死覚悟」あるのみだと語っていた。
1910年12月25日、熊川教会にてキリスト教に入信。1916年、延禧専門学校（現在の延世大学校）に入学するも、眼病により中退し、熊川に帰郷。1920年5月27日、馬山文昌教会で開催された金益斗によるリバイバル集会に参加し、深い聖霊体験を得た。これは生涯における信仰的な転換点となり、朱は1922年から1925年の間、平壌長老神学校で学び、1926年から牧師を務めるようになった。1929年、神社参拝が偶像崇拝にあたるとして慶南老会に神社参拝反対案を提出した。1935年、約200人の牧師たちに向かっての説教でヘロデ・アンティパスの罪を告発したバプテスマのヨハネ、ダビデに悔い改めを迫った預言者ナタン、宗教改革者マルティン・ルター 、ジョン・ノックスらは「一死覚悟」を持っていたと朱は主張している。1938年6月末、「神社参拝は宗教ではない」と主張する日本基督教会大会議長の富田満に対して神社参拝は偶像崇拝だとして、神社参拝は信仰と魂に関わる問題であると主張していた。朱基徹は神社参拝をモーセの十戒に反する罪だと考え、神社参拝をする者たちは地獄に落ちると信じていた。朱基徹は富田満に対し、「富田牧師、あなたは豊かな神学知識をもっておられる。しかし、あなたは聖書を知りません。神社参拝は明らかに第一戒を破っているのに、どうして罪にならないと言われるのですか。」と言った。 その後5度刑務所行きになり、1944年4月21日に平壌刑務所で死亡。

## 経歴
- 1925年 平壌神学校卒業
- 1926年 - 1931年 釜山草梁教会、牧師
- 1931年 - 1936年 馬山文昌教会、牧師
- 1936年 - 1944年 平壌山亭峴教会、牧師

## 参考
- 『主の民か国の民か』いのちのことば社 ISBN 426402465X
- 『神の栄光のみ―殉教者朱基徹牧師伝』閔庚培 すぐ書房 ISBN 4880682136